# Gemmoterapie
Gemmoterapie je pseudovědecký aternativní léčebný postup vyvinutý belgickým lékařem Polem Henrym, který využívá rostoucí embryonální tkáně rostlin, jako jsou mladé výhonky, pupeny a kořínky, připravené macerací ve směsi vody, glycerinu a alkoholu k získání extraktu zvaného „glycerinový macerát“. Vychází z předpokladu, že meristém obsahuje tzv. „informační energii“, která může léčit.

Podle zásad medicíny založené na důkazech je gemmoterapie od počátku neopodstatněná, protože její tvůrci a propagátoři nikdy nepředložili žádné důkazy o léčebné účinnosti. Kromě toho žádná vědecká studie neprokázala účinnost.

## Historie

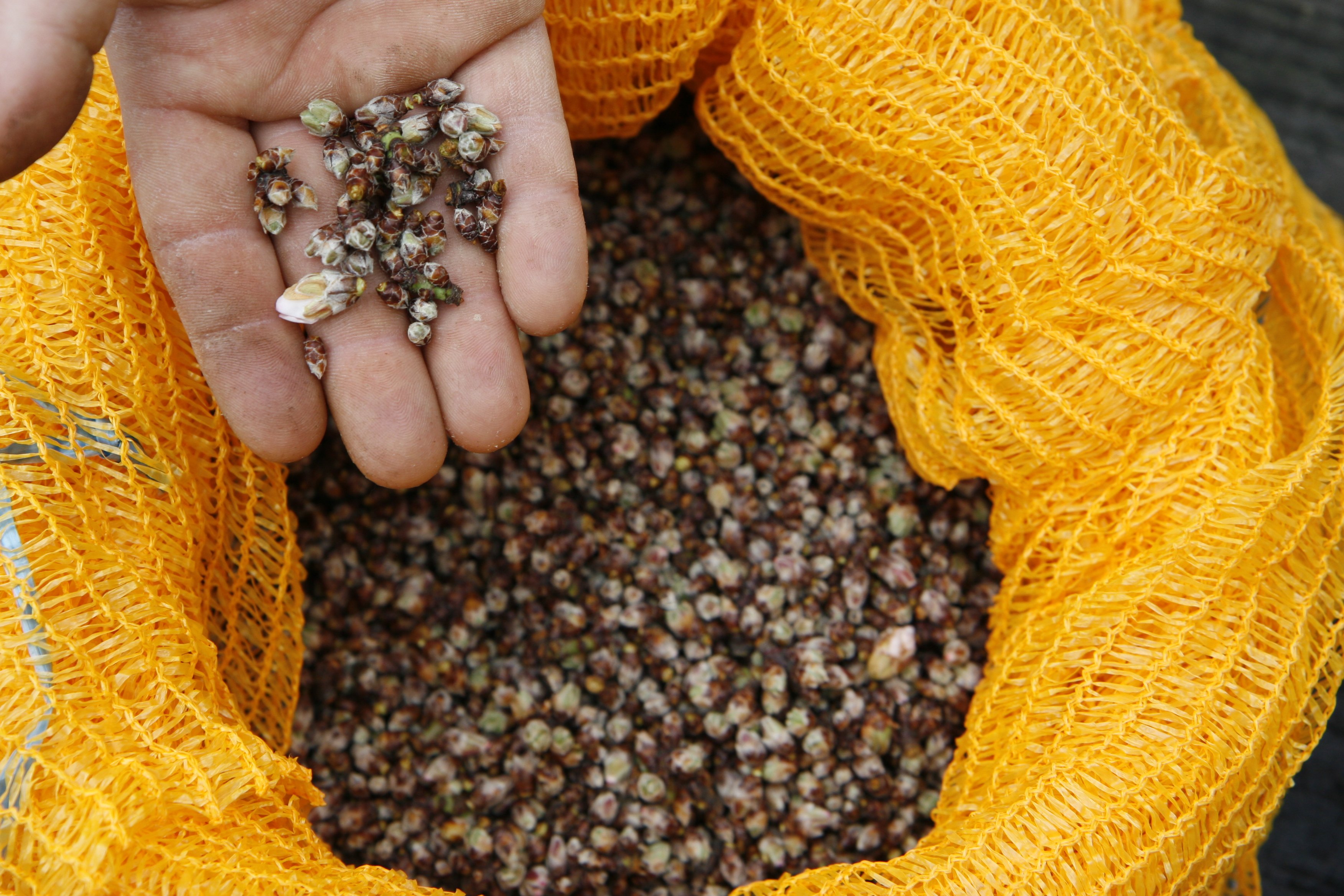
Pupeny mandloně, surovina používaná při gemmoterapii.

Slovo gemmoterapie pochází z latinského „gemmae“, což znamená jak poupě, tak drahý kámen, což je narážka na zdánlivou stabilitu poupat v zimě a zároveň na jejich drahocennost.

Pol Henry byl první, kdo tvrdil, že meristém (rostlinná tkáň tvořená rychle se dělícími buňkami, která tvoří růstovou zónu rostlin) údajně obsahuje veškerou „informační energii“ ve vývoji stromů a že tato energie může léčit. Tuto léčebnou praxi nazval „fytoembryoterapií“, která se později stala gemmoterapií. Tento název jí dal homeopat Max Tetau.

V ČR se gemmoterapií nejdříve zabýval bylinář Rudol Franěc, později Josef A. Zentrich a ing. Jiří Janča.

## Údajné principy fungování
Pupen má u báze meristematickou zónu tvořenou nediferencovanými buňkami, které nevytvářejí fotosyntézu (nefunkční plastidy), které se ale v době prasknutí pupenu velmi rychle množí. Dokud je naživu, může meristém růst neomezeně dlouho a každý rok vytváří listy stromu (jedna z těchto rostlinných buněk může in vitro obnovit celou rostlinu).
Podle Philippa Andriannea obsahují tyto pupeny veškerou „sílu rostliny“. Embryonální buňky jsou ve fázi intenzivního množení buněk a obsahují více nukleových kyselin (genetické informace) než ostatní tkáně, obsahují minerální látky, stopové prvky, vitamíny a různé růstové faktory, jako jsou hormony (auxiny, giberelin) a enzymy, a také koncentrovanou minerální mízu, kterou strom nebo rostlina vytváří na jaře.
Podle Pola Henryho gemmoterapie mobilizuje „potenciální biologické energie“ embryonálních prvků. Pupeny mají být skutečným koncentrátem informací, obsahující potenciál celého rostlinného organismu. Glycerinový macerát z lípy stříbrné (Tilia tomentosa) by tak měl mít jak sedativní účinky květů, tak depurativní a diuretické účinky dřeva. Podobně i pupen hlohu (Crataegus oxyacantha nebo Crataegus monogyna) má mít léčivé vlastnosti plodů (působení na srdeční sval) i květů (srdeční rytmus).

### Koncentrovaný galenický přípravek
Tuto metodu doporučuje belgická škola. Čerstvé pupeny se macerují ve směsi alkoholu, rostlinného glycerinu a vodných rozpouštědel tak, aby každá kapalina tvořila 1/3 celkové hmotnosti. Po maceraci a filtraci se získá glycerinový macerát. Pro míchání a ředění se užívají homeopatické postupy i označení.

### Rozdíl mezi gemmoterapií a homeopatií

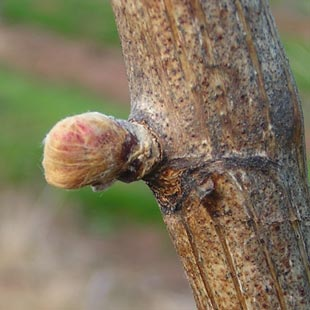
Poupě vinné révy

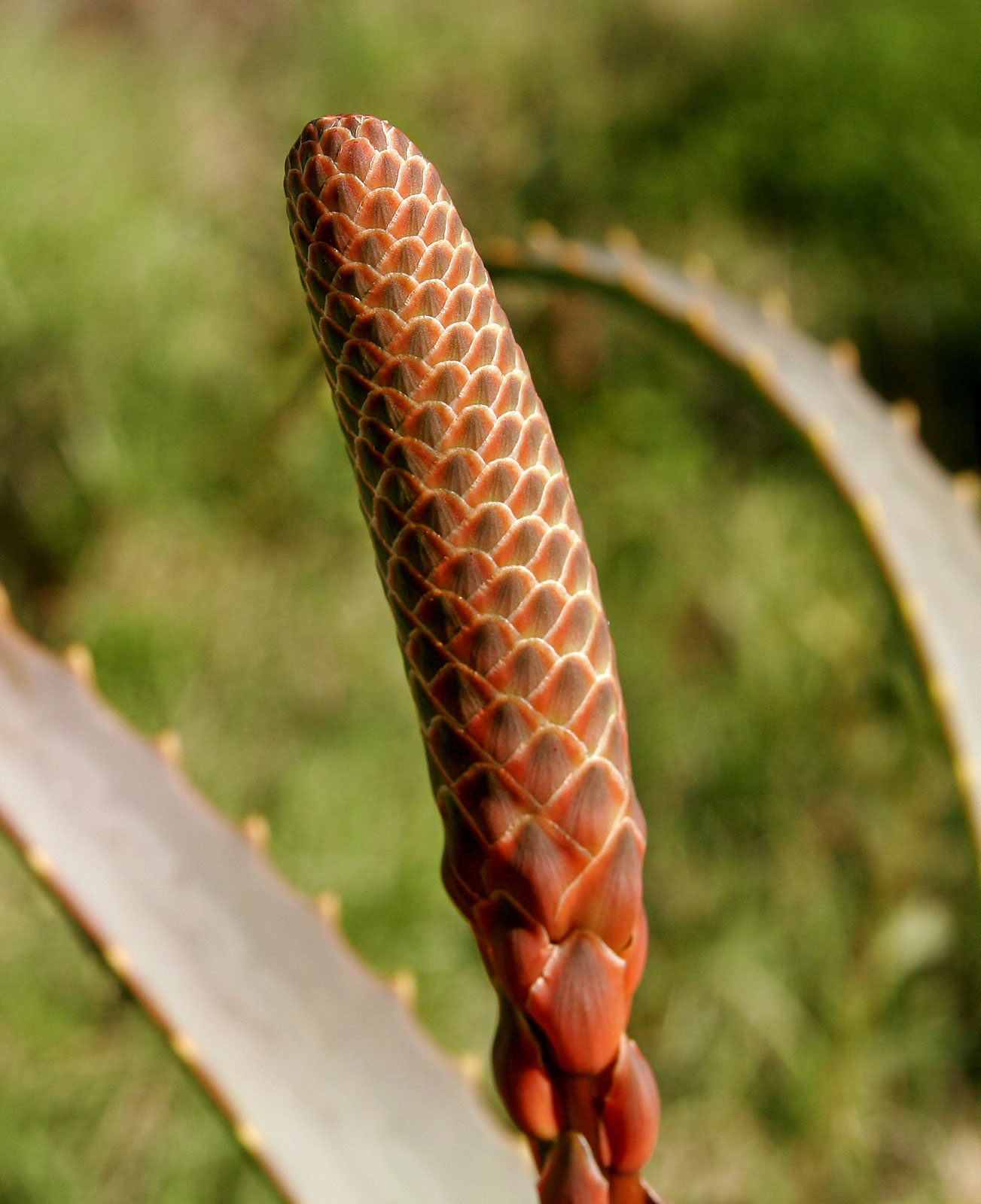
Poupě aloe pravé

Hlavní rozdílem v přípravě je ředění. Gemmoterapeutický preparát je ředěn zpravidla jen jednou, tedy naředěním matečné tinktury. Někteří výrobci ředí přípravky i vícekrát, zpravidla však maximálně 3krát. Oproti tomu homeopatický preparát je ředěn mnohonásobně vícekrát, minimálně do doby, kdy v roztoku již není přítomna chemická molekula.

#### Údajné výhody
- Jako rozpouštědlo se používá voda. Ta pak údajně může hrát svou roli při extrakci účinných látek a „energetickém přenosu“ pupenu.[3]
- Dávkování se pohybuje v průměru od 5 do 15 kapek denně. Tento počet kapek lze snadno spočítat.
- Léčbu lze aplikovat u každé nemoci a za každého stavu (panacea)[6]
- bylinu lze použít i v případě, kdy nevíme, o jakou nemoc jde[6]

## Nedostatek důkazů o účinnosti
Gemmoterapie je od počátku neopodstatněná, protože její tvůrci a propagátoři nikdy nepředložili žádné důkazy o léčebné účinnosti.
I když vědeckých poznatků o léčivých účincích rostlin stále přibývá, gemmoterapie dosud nebyla předmětem žádné seriózní vědecké publikace.

Nebyla předmětem žádné randomizované dvojitě zaslepené studie, jediné metody uznávané jako spolehlivé, ani nebyla publikována v uznávaném odborném časopisu.
Gemmoterapie je propagována zejména na veletrzích věnovaných „wellness“, uprostřed koktejlu dalších pseudověd a „falešných léků“.

## Souvislosti s tradiční senegalskou medicínou
V tradiční senegalské medicíně byly zaznamenány léčebné postupy, které sice používají odlišné metody přípravy, ale jinak jsou podobné, a to ještě před Pol Henryho koncepcí gemmoterapie: maceráty kořenů baobabu afrického a kořenů Cassia occidentalis k získání močopudných účinků, mladé listy a kořeny Terminalia laxiflora zbavené šťávy k léčbě kachexie a úplavice u Fulanů a Toucouleurů, trituraci kořenů a mladých semenáčků Prosopis africana k získání močopudných účinků nebo různá použití datlovníku Phoenix reclinata: kořeny u Wolofů a Lebousů proti bolestem žaludku, celá poupata nebo odvar u Bassarů proti únavě spojené s fyzickou námahou, mladé listy proti očním chorobám.